# Delray Beach Open 2023 - Qualificazioni singolare
Le qualificazioni del singolare del Delray Beach Open 2023 sono state un torneo di tennis preliminare per accedere alla fase finale della manifestazione. I vincitori dell'ultimo turno sono entrati di diritto nel tabellone principale. In caso di ritiro di uno o più giocatori aventi diritto a questi sono subentrati i lucky loser, ossia i giocatori che hanno perso nell'ultimo turno ma che avevano una classifica più alta rispetto agli altri partecipanti che avevano comunque perso nel turno finale.

## Teste di serie
1. Christopher Eubanks (qualificato)
2. Nuno Borges (qualificato)
3. Yosuke Watanuki (ritirato)
4. Rinky Hijikata (primo turno)

1. Steve Johnson (ultimo turno, lucky loser)
2. Mattia Bellucci (primo turno)
3. Aleksandar Vukic (ultimo turno, lucky loser)
4. Wu Tung-lin (qualificato)

## Qualificati
1. Christopher Eubanks
2. Nuno Borges

1. Matija Pecotić
2. Wu Tung-lin

### Lucky loser
1. Steve Johnson

1. Aleksandar Vukic

## Tabellone

### Legenda
| - Q = Qualificato - WC = Wild card - LL = Lucky loser | - ALT = Alternate - SE = Special Exempt - PR = Protected Ranking | - w/o = Walkover - r = Ritirato - d = Squalificato |

### Sezione 1
|  | Primo turno | Primo turno         | Primo turno         | Primo turno | Primo turno |  |  | Ultimo turno | Ultimo turno        | Ultimo turno | Ultimo turno | Ultimo turno |  |
|  |             |                     |                     |             |             |  |  |              |                     |              |              |              |  |
|  | 1           | Christopher Eubanks | Christopher Eubanks | 6           | 6           |  |  |              |                     |              |              |              |  |
|  |             | Mitchell Krueger    | Mitchell Krueger    | 3           | 4           |  |  | 1            | Christopher Eubanks | 7            | 1            | 6            |  |
|  | WC          | Alex Rybakov        | 65                  | 6           | 1           |  |  | 7            | Aleksandar Vukic    | 64           | 6            | 4            |  |
|  | 7           | Aleksandar Vukic    | 7                   | 4           | 6           |  |  |              |                     |              |              |              |  |

### Sezione 2
|  | Primo turno | Primo turno     | Primo turno    | Primo turno | Primo turno |  |  | Ultimo turno | Ultimo turno  | Ultimo turno  | Ultimo turno | Ultimo turno |  |
|  |             |                 |                |             |             |  |  |              |               |               |              |              |  |
|  | 2           | Nuno Borges     | Nuno Borges    | 6           | 6           |  |  |              |               |               |              |              |  |
|  | Alt         | Jonáš Forejtek  | Jonáš Forejtek | 0           | 3           |  |  | 2            | Nuno Borges   | Nuno Borges   | 6            | 6            |  |
|  | Alt         | Hernán Casanova | 3              | 7           | 64          |  |  | 5            | Steve Johnson | Steve Johnson | 2            | 2            |  |
|  | 5           | Steve Johnson   | 6              | 5           | 7           |  |  |              |               |               |              |              |  |

### Sezione 3
|  | Primo turno | Primo turno     | Primo turno | Primo turno | Primo turno |  |  | Ultimo turno | Ultimo turno    | Ultimo turno | Ultimo turno | Ultimo turno |  |
|  |             |                 |             |             |             |  |  |              |                 |              |              |              |  |
|  | Alt         | Matija Pecotić  | 7           | 5           |             |  |  |              |                 |              |              |              |  |
|  |             | Stefan Kozlov   | 6(1)        | 5           | r           |  |  | Alt          | Matija Pecotić  | 3            | 6            | 6            |  |
|  | Alt         | Tennys Sandgren | 2           | 6           | 7           |  |  | Alt          | Tennys Sandgren | 6            | 3            | 2            |  |
|  | 6           | Mattia Bellucci | 6           | 1           | 64          |  |  |              |                 |              |              |              |  |

### Sezione 4
|  | Primo turno | Primo turno    | Primo turno | Primo turno | Primo turno |  |  | Ultimo turno | Ultimo turno | Ultimo turno | Ultimo turno | Ultimo turno |  |
|  |             |                |             |             |             |  |  |              |              |              |              |              |  |
|  | 4           | Rinky Hijikata | 3           | 6           | 4           |  |  |              |              |              |              |              |  |
|  | WC          | Evan Zhu       | 6           | 3           | 6           |  |  | WC           | Evan Zhu     | Evan Zhu     | 5            | 2            |  |
|  |             | Brandon Holt   | 4           | 6           | 5           |  |  | 8            | Wu Tung-lin  | Wu Tung-lin  | 7            | 6            |  |
|  | 8           | Wu Tung-lin    | 6           | 3           | 7           |  |  |              |              |              |              |              |  |